# Xyris gracilis
Espèce
Statut de conservation UICN

 LC  : Préoccupation mineure

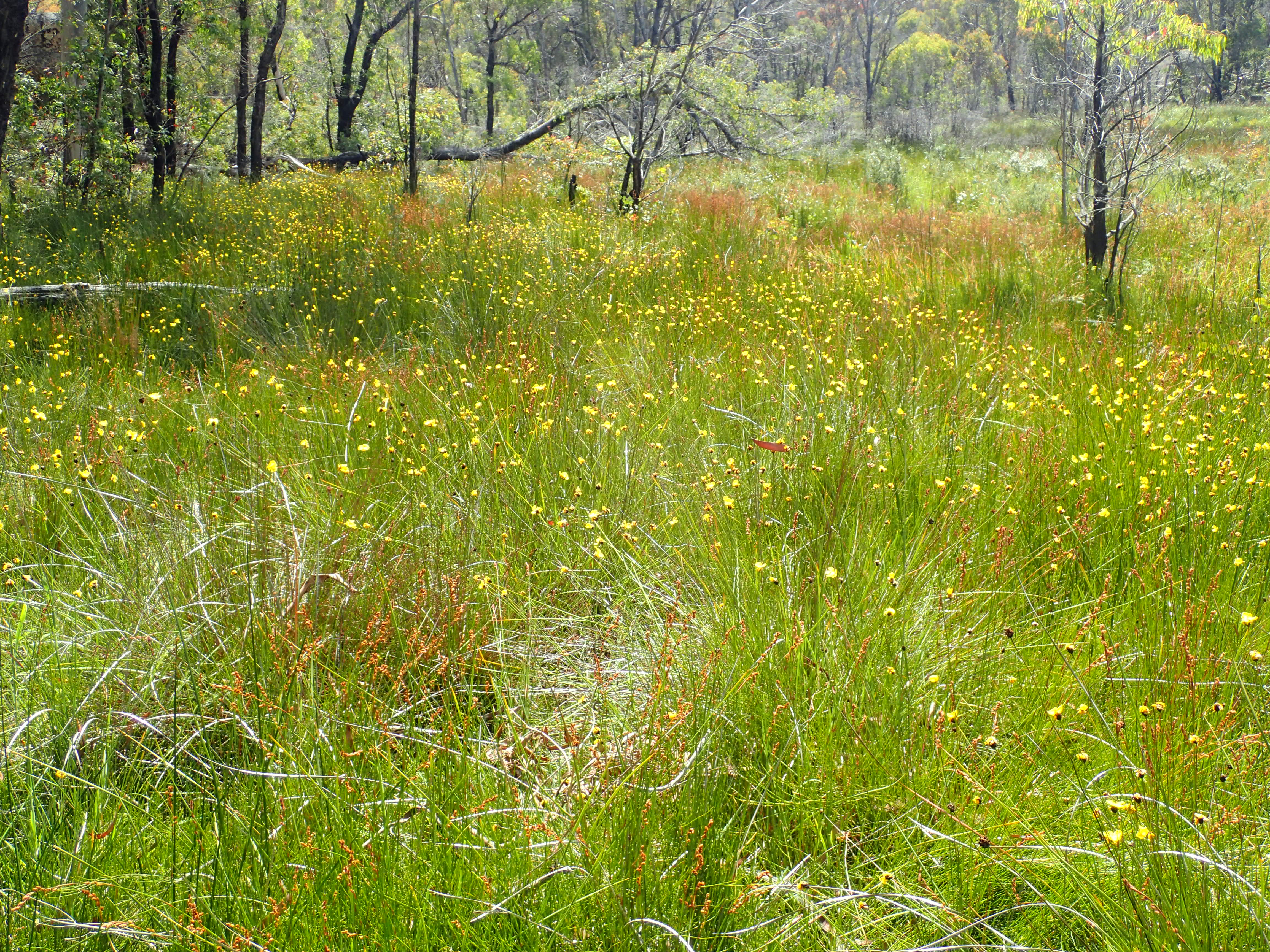
Xyris gracilisprésentent dans le parc national de Cathedral Rock.

Xyris gracilis est une espèce de la famille des Xyridaceae. Elle est communément nommée œil jaune élancé et est endémique de l'Est de l'Australie. Il s'agit d'une herbe touffue aux feuilles linéaires avec cinq à huit tiges surmontées de fleurs jaune vif.

## Description
Xyris gracilis est une plante herbacée touffue avec des feuilles plates et linéaires de 60-29 cm de long et 1-4 mm de large avec une base engainante de 14-60 mm de long et brune ou rougeâtre. Il y a généralement cinq à huit inflorescences jaunes, chacune 5-8 mm sur des tiges florales 27-66 cm de long, chaque inflorescence avec six à quatorze bractées disposées en trois à cinq spires sur lesquelles les fleurs s'ouvrant une à la fois. Le style est long de 5-6 mm avec des branches de 2-4 mm. La floraison a lieu en décembre et janvier,,.

## Classificiation
Xyris gracilis a été décrite formellement pour la première fois en 1810 par Robert Brown dans Prodromus Florae Novae Hollandiae et Insulae Van Diemen,.
L'épithète spécifique, gracilis, signifie « élancé » en latin.

## Répartition et habitat
Cette plante se rencontre en Australie. Elle pousse dans les zones marécageuses, souvent dans la bruyère, et est répandue sur la côte et les chaînes de la Nouvelle-Galles du Sud et du Sud de l'État de Victoria,,.

## Systématique
Le nom correct complet (avec auteur) de ce taxon est Xyris gracilis R.Br..